# Fajana dos Cubres
La Fajã dos Cubres es una fajana, construida a partir de los acantilados que se derrumbaron en la costa norte de la parroquia de Ribeira Seca, en el municipio de Calheta, isla de San Jorge, en el archipiélago portugués de las Azores.

## Historia

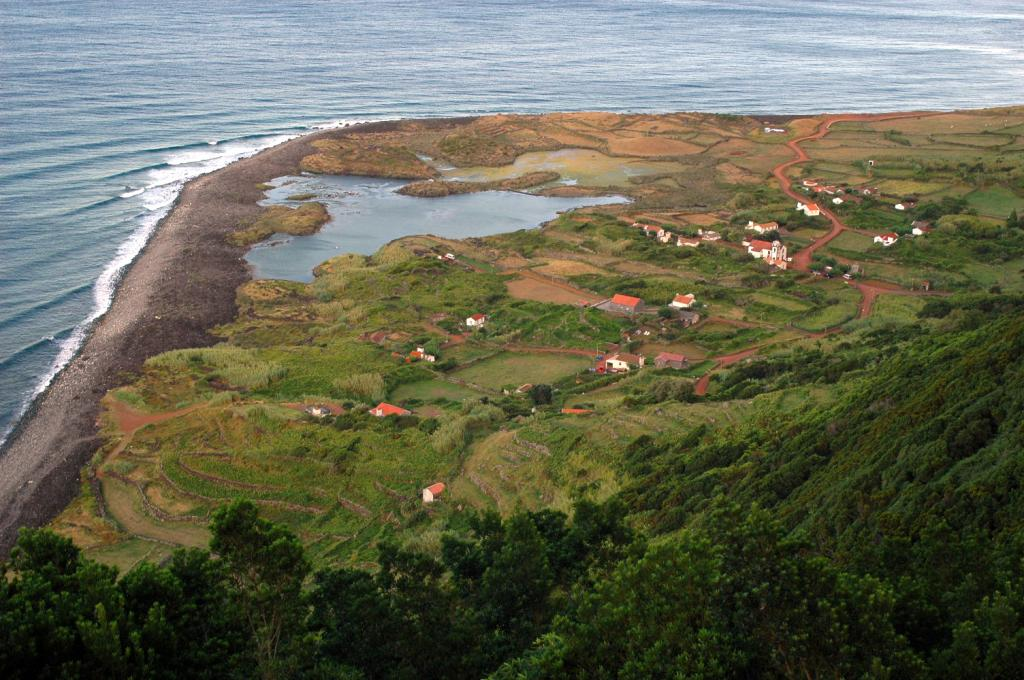
Vista aérea de la laguna y del asentamiento de Fajana dos Cubres.

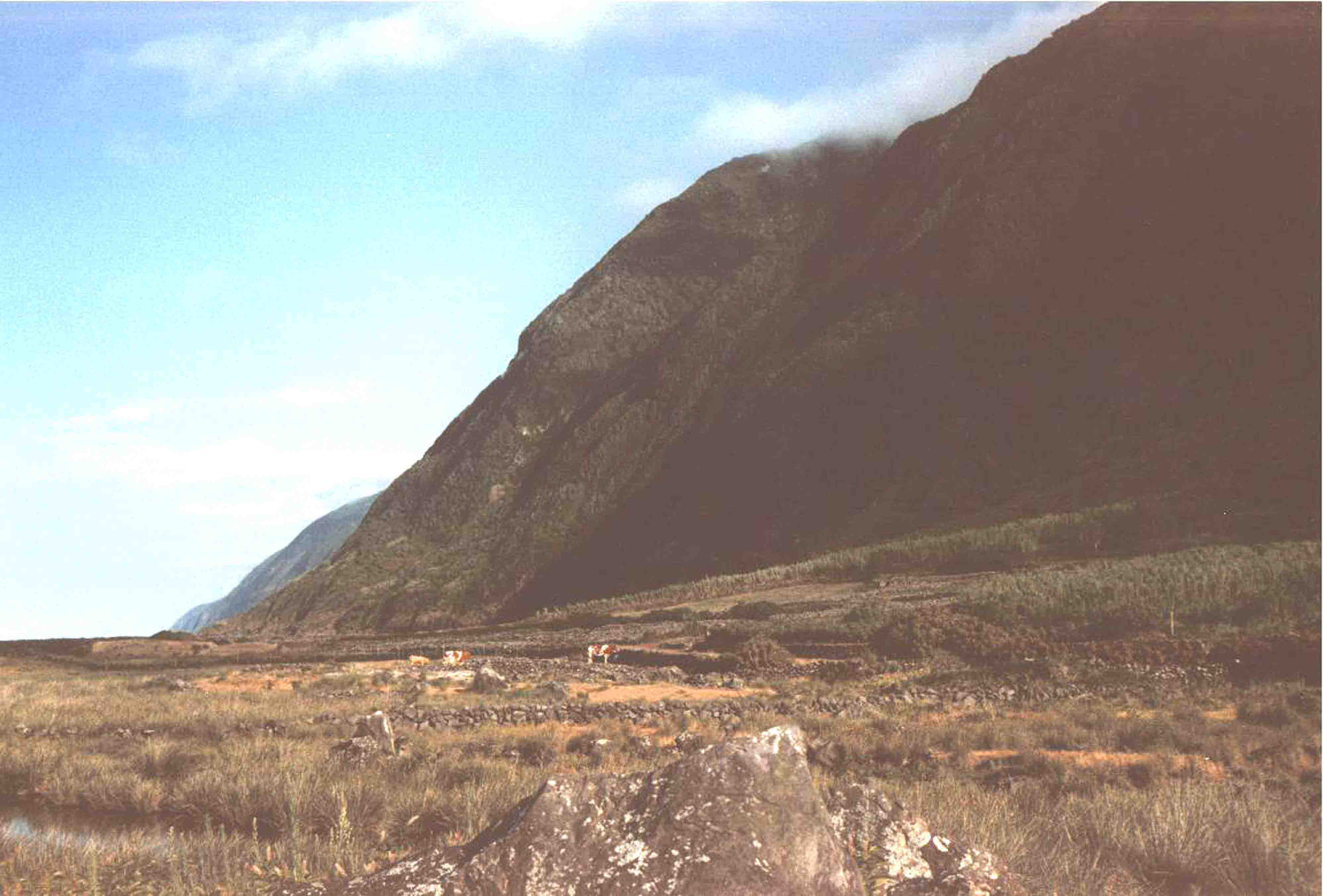
Vista de los acantilados que dominan la fajana con ganado.

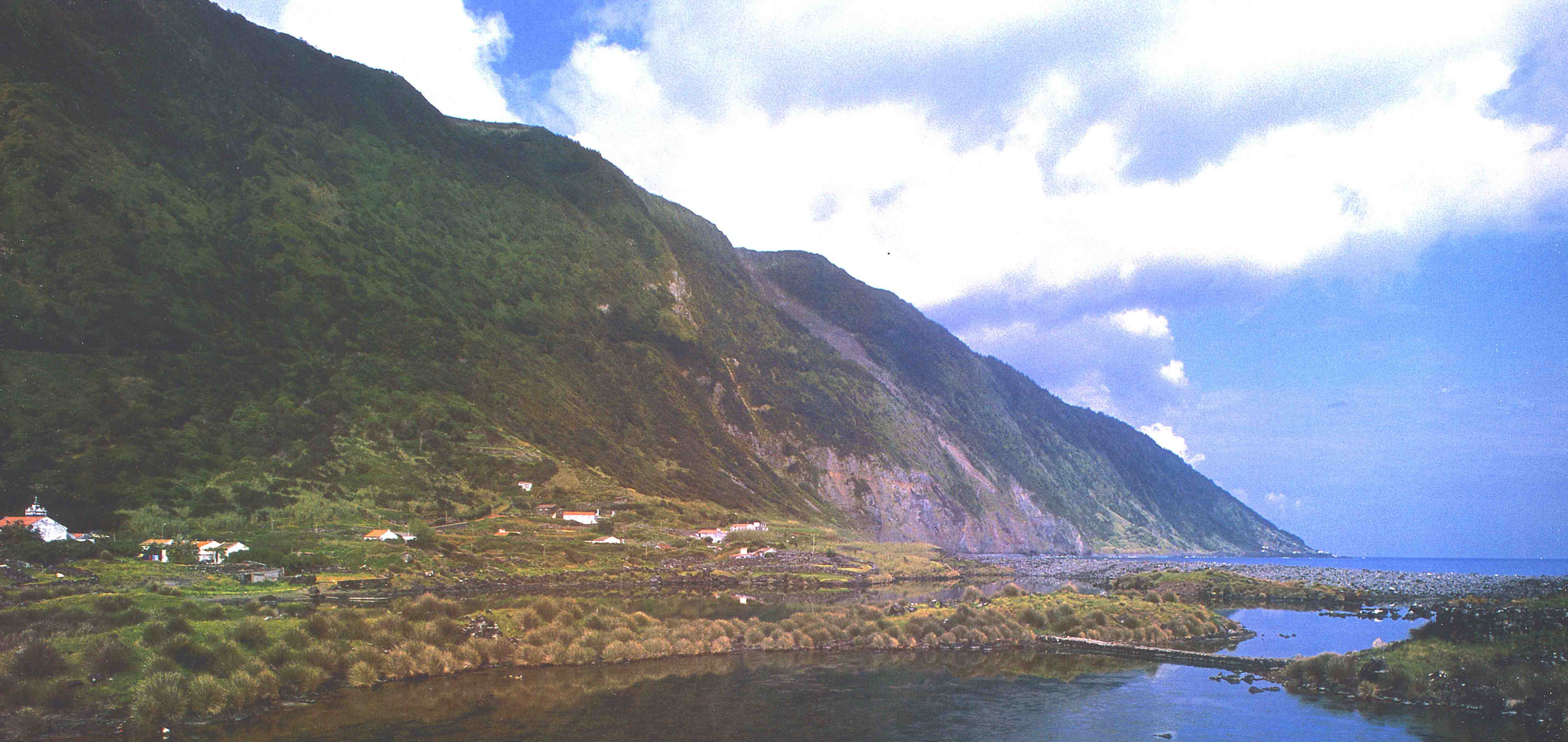
Una vista antigua del asentamiento y la laguna de la Fajana dos Cubres.

El asador recibió su nombre de la vara de oro de la costa (Solidago sempervirens), una pequeña planta con flores amarillas, que es común a la fajana. Esta especie, común a lo largo de la costa este de los Estados Unidos, se extendió por muchas de las islas del archipiélago.
El tamaño de la fajana se ha atribuido al terremoto del 9 de julio de 1757, considerado el terremoto tectónico más violento ocurrido en las Azores.</ref> Este evento sísmico se caracterizó por movimientos violentos de tierra (deslizamientos, derrumbes y desprendimientos de rocas) que fueron responsables de la creación de varias fajanas en la isla, como la Fajana de Ponta Nova, y del crecimiento de fajanas preexistentes. El evento, y las réplicas asociadas, fueron responsables de la destrucción en Fajana dos Vimes, Fajana do São João y Fajana dos Cúberes, donde "movió la tierra, del centro hacia arriba, con suerte, en ellos, no hay señal de edificios." El terremoto produjo importantes daños en Calheta y causó 1034 muertes en la isla de San Jorge.
La Ermita de Nuestra Señora de Lurdes fue abierta a los fieles el 18 de octubre de 1908. Fue ofrecida al público por António Faustino Nunes, natural de esta fajana y luego emigrante a California. En la parte trasera de la iglesia hay un pozo de marea, que algunos creían que sus aguas eran consideradas milagrosas.
Durante el terremoto de 1980 varios edificios resultaron dañados.

## Geografía

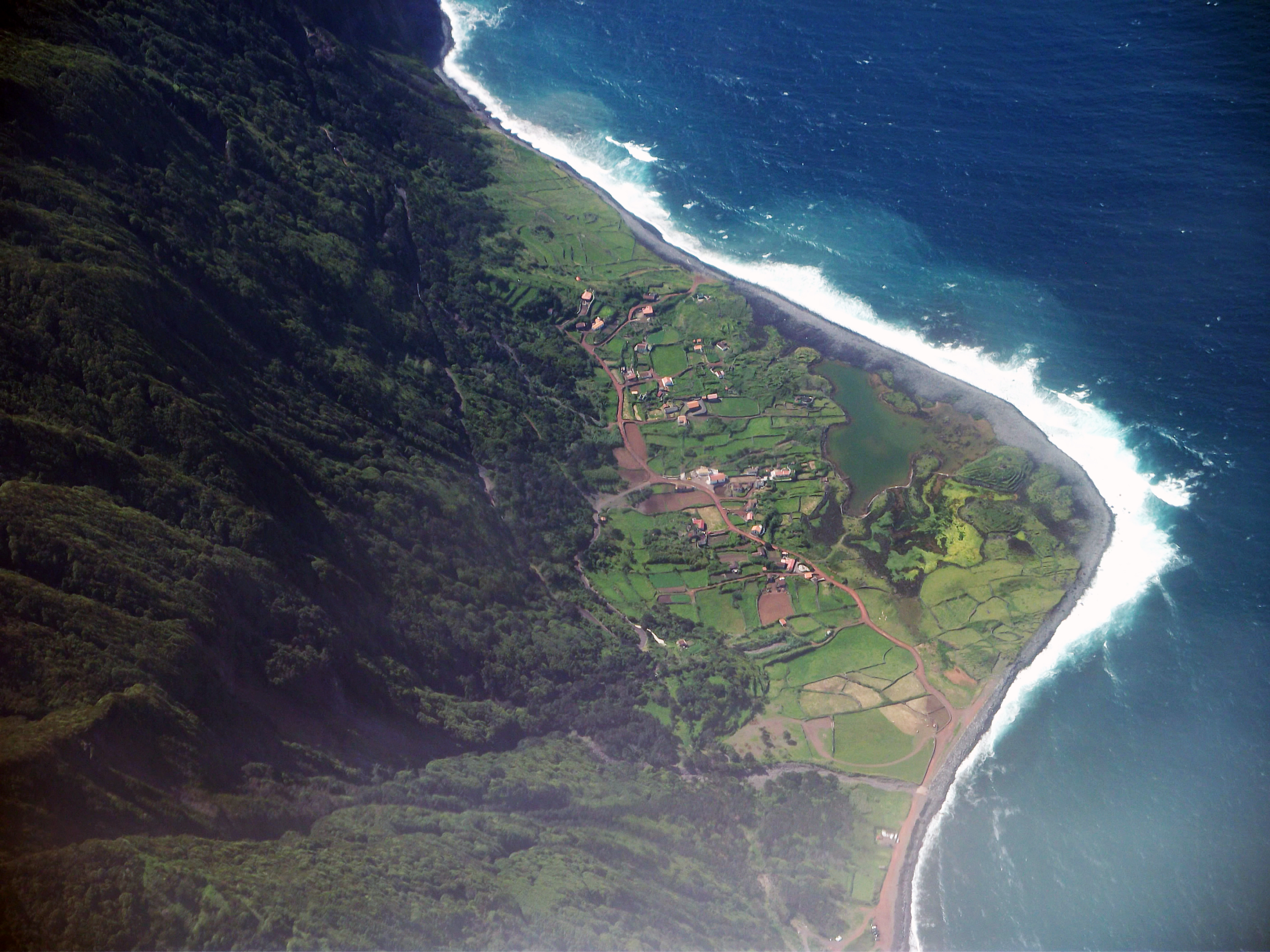
Vista aérea de la fajana y los acantilados que dieron lugar a su formación.

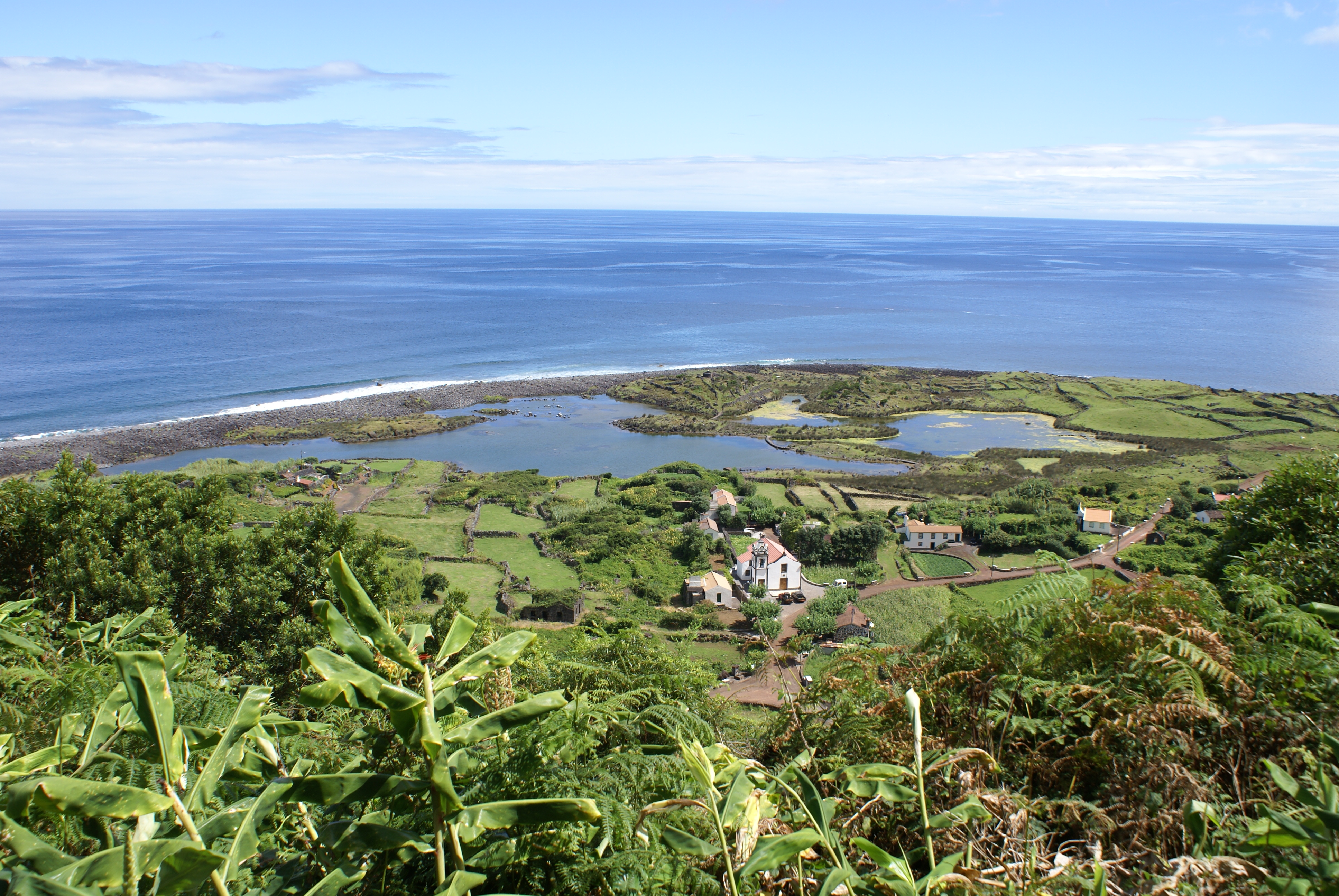
Vista de la laguna y la Ermita de Nuestra Señora de Lurdes.

La fajana es de forma irregular, con cuatro pequeños islotes, y está fuertemente influenciada por las mareas, debido a la difusión de agua salada hacia la laguna. En comparación con la laguna de la Fajana da Caldeira de Santo Cristo, no existe un canal hacia el mar, lo que afecta la dinámica de este ecosistema. Morton (1998) identificó dos áreas: una al oeste, donde las mareas se elevan entre 20 y 20-30 metros (65,6-98,4 pies) (y cuya salinidad se sitúa entre 10-26%) y la sección oriental, donde los niveles de salinidad están entre 0-6%. Esta salinidad más suave permite incluso la supervivencia de una pequeña población de ranas (Rana esculenta).
De las plantas que existen en Fajana dos Cubres, las especies predominantes incluyen el junco puntiagudo (Juncus acutus), a lo largo de la laguna, el encaje de la reina Ana (Daucus carota) y la euforbia de las Azores (Euphorbia azorica). La presencia de pastos de estuario (Ruppia maritima) dentro de la laguna es de gran importancia, ya que fueron excepcionales dentro de las Azores (y solo en este sitio). La fajana tiene una variedad de flora y fauna marina típica, y su laguna se ha convertido en un refugio natural para diversas aves marinas y migratorias. Las aves que anidan incluyen la pardela cenicienta (Calonectris diomedea borealis), la agachadiza común (Galinago gallinago), la gaviota patiamarilla (Larus cachinnans atlantis) y el charrán común (Sterna hirundo). Además, anualmente, los granjeros bajan el ganado a la fajana para que paste. Aunque ahora está prohibido, en un tiempo se practicaba la pesca en la laguna, principalmente de salmonetes y anchoas, utilizando técnicas de red.
La fajana, que forma parte de Ribeira Seca, tiene 3 kilómetros (1,9 mi) oeste de la mayor, Fajana da Caldeira de Santo Cristo. Es accesible por un camino sinuoso que desciende por los acantilados del norte desde el pueblo de Norte Pequeno. Hasta 1993, este era un camino de tierra y cruzaba muchos puentes pequeños, donde el agua drenaba desde la meseta, pero finalmente fue asfaltado por las autoridades regionales.
El asentamiento constituye un campo único, con una mezcla de edificios con comodidades modernas y antiguas. En algunos momentos, ha estado abierta una escuela primaria, según la cantidad de estudiantes, y la mayoría de los niños se transportan en autobús a las escuelas secundarias más grandes.